# Charles-Valentin Alkan
Charles-Valentin Alkan (30 november 1813 – 29 maart 1888) was een Frans componist en pianist die over extreem veel virtuositeit beschikte. Op het hoogtepunt van zijn roem in de jaren 1830 en 1840 was hij, samen met zijn vrienden en collega's Frédéric Chopin en Franz Liszt, een van de toonaangevende pianisten in Parijs, een stad waar hij vrijwel zijn hele leven doorbracht.
Alkan behaalde vele prijzen aan het Conservatoire de Paris, waar hij voor zijn zesde al binnenkwam. Zijn carrière in de salons en concertzalen van Parijs werd gekenmerkt door zijn soms langdurige terugtrekkingen wegens persoonlijke omstandigheden. Hoewel hij een brede kring van vrienden en kennissen had in de Parijse artistieke wereld, waaronder Eugène Delacroix en George Sand, hield hij vanaf 1848 een teruggetrokken levensstijl aan. Gedurende deze periode bleef hij componeren en werden onder andere zijn verzamelingen van grootschalige Etudes in alle Majeur toonsoorten (Op. 35) en alle Mineur toonsoorten (Op. 39) gepubliceerd. Laatstgenoemde bevat zijn Symfonie voor pianosolo (Op. 39, nos. 4–7) en Pianoconcert (Op. 39, nos. 8–10), die vaak worden beschouwd als zijn meesterwerken en die van grote muzikale en technische complexiteit zijn. Alkan kwam uit zijn zelfopgelegde pensionering in de jaren 1870 om een reeks recitals te geven die werden bijgewoond door een nieuwe generatie Franse musici.

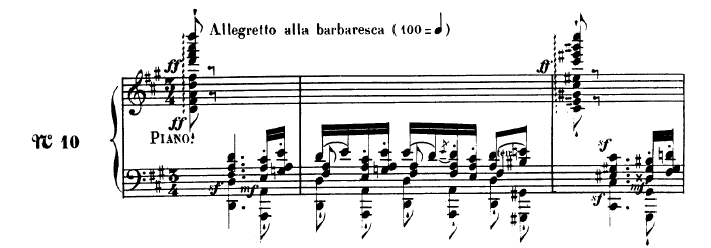
III. Allegretto alla barbaresca - uit zijn Pianoconcert Op. 39.

Alkans betrokkenheid bij het Jodendom is onmiskenbaar, zowel in het leven dat hij geleid heeft als in zijn muziek komt dit tot uiting. Hij was de eerste componist die Joodse melodieën in kunstmuziek opnam. Vloeiend zijnde in het Hebreeuws en Grieks, wijdde hij veel tijd aan een volledige nieuwe vertaling van de Bijbel in het Frans. Dit werk, net als veel van zijn muzikale composities, is nu verloren. Alkan is nooit getrouwd, maar zijn vermoedelijke zoon Élie-Miriam Delaborde was, net als Alkan, een virtuoos op zowel de piano als de pedaalpiano, en redigeerde een aantal werken van de zijn vader.
Na zijn dood (die volgens aanhoudende maar ongegronde legende werd veroorzaakt door een vallende boekenkast), raakte Alkans muziek in vergetelheid, ondersteund door slechts een paar musici, waaronder Ferruccio Busoni, Egon Petri en Kaikhosru Sorabji. Vanaf de late jaren 1960 hebben, onder leiding van Raymond Lewenthal en Ronald Smith, veel pianisten zijn muziek opgenomen en in het repertoire opgenomen. Alkan begint langzamerhand wereldwijd erkenning te ontvangen voor zijn werk, net als dat van zijn vrienden Chopin en Liszt.

## Muziek

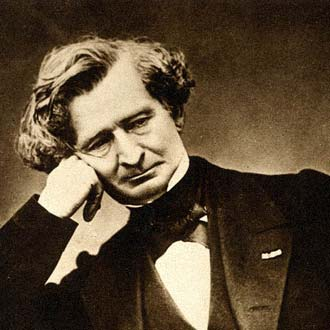
Hector Berlioz (detail), 1863, door Pierre Petit

### Invloeden
Brigitte François-Sappey wijst op de frequentie waarmee Alkan is vergeleken met Berlioz, zowel door zijn tijdgenoten als later. Ze vermeldt dat Hans von Bülow (1830-1894) hem "de Berlioz van de piano" noemde, terwijl Schumann, in kritiek op de Op. 15 Romances, beweerde dat Alkan enkel "Berlioz op de piano imiteerde". Ze merkt verder op dat Ferruccio Busoni de vergelijking met Berlioz herhaalde in een ontwerp (maar ongepubliceerde) monografie, terwijl Kaikhosru Shapurji Sorabji opmerkte dat Alkans Op. 61 Sonatine was als "een Beethoven sonate geschreven door Berlioz". Berlioz was tien jaar ouder dan Alkan, maar ging pas in 1826 naar het conservatorium. De twee kenden elkaar en werden misschien beide beïnvloed door de ongewone ideeën en stijl van Anton Reicha, die van 1818 tot 1836 aan het conservatorium onderwees, en door de klankkleuren van de componisten uit de periode van de Franse Revolutie. Ze creëerden beiden individuele, zelfs eigenzinnige klankwerelden in hun muziek; er zijn echter grote verschillen tussen hen. Alkan, in tegenstelling tot Berlioz, bleef nauw verbonden met de Duitse muzikale traditie; zijn stijl en compositie werden sterk bepaald door zijn pianospel, terwijl Berlioz nauwelijks kon spelen op het toetsenbord en niets schreef voor solopiano. Alkans werken omvatten dus ook miniaturen en (onder zijn vroege werken) salonmuziek, genres die Berlioz vermeed.
Alkans grote belangstelling voor de muziek van zijn voorgangers valt niet te ontkennen. Dit blijkt uit een aantal van zijn arrangementen, waaronder van Beethovens Zevende Symfonie (1838) en van het menuet van Mozarts 40e Symfonie (1844), via de sets Souvenirs des concerts du Conservatoire (1847 en 1861) en de set Souvenirs de musique de chambre (1862), die transcripties bevatten van muziek van Mozart, Beethoven, Bach, Haydn, Gluck en anderen. In deze context moet worden genoemd Alkans uitgebreide cadenza voor Beethovens 3e Pianoconcert (1860), die citaten bevat uit het slot van Beethovens 5e Symfonie. Alkans transcripties, samen met originele muziek van Bach, Beethoven, Händel, Mendelssohn, Couperin en Rameau, werden vaak gespeeld tijdens de serie Petits Concerts gegeven door Alkan bij Erard.
Wat betreft de muziek van zijn eigen tijd, was Alkan niet enthousiast, of in ieder geval onthecht. Hij merkte op tegen Hiller dat "Wagner geen muzikant is, hij is een ziekte." Hoewel hij Berlioz' talent bewonderde, genoot hij niet van zijn muziek. Bij de Petits Concerts, werd meestal geen nieuwere muziek gespeeld dan dat van Mendelssohn en Chopin (beiden waren ongeveer 25 jaar voor de serie concerten begon overleden), behalve Alkans eigen werken en af en toe enkele van zijn favorieten zoals Saint-Saëns.

### Stijl

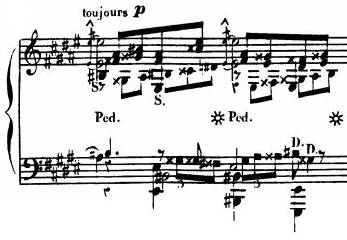
Fragment uit het tweede deel van de sonate Les quatre âges Op. 33, met een van Alkans meest complexe muzikale texturen.

"Net zoals ... Chopin", schrijft de pianist en academicus Kenneth Hamilton, "was Alkans muzikale output bijna uitsluitend gericht op de piano". Veel van zijn muziek vereist extreme technische virtuositeit, wat duidelijk zijn eigen capaciteiten weerspiegelt, en vraagt vaak om grote snelheid, enorme sprongen, lange reeksen snel herhaalde noten en het behouden van wijd verspreide contrapuntische lijnen. De illustratie (rechts) van de Grande sonate wordt door Smith geanalyseerd als "zes stemmen in invertibel contrapunt, plus twee extra stemmen en drie verdubbelingen – in totaal elf stemmen." Sommige typische muzikale middelen, zoals een plotseling explosief slotakkoord na een rustig gedeelte, werden al in een vroeg stadium in Alkans composities gevestigd.
 

Macdonald suggereert dat
in tegenstelling tot Wagner, Alkan niet probeerde de wereld te hervormen door opera; noch, zoals Berlioz, om het publiek te verblinden door orkestmuziek in dienst te stellen van literaire expressie; of zelfs, zoals bij Chopin of Liszt, om het harmonische idioom uit te breiden. Met de piano als zijn belangrijkste instrument zocht hij onvermoeibaar naar manieren om de technische grenzen ervan te overstijgen, zonder zich te laten beperken door de beperkingen die andere, meer terughoudende componisten tegenhielden.
Niet al Alkans muziek is echter lang of technisch moeilijk; bijvoorbeeld, veel van de Préludes uit Op. 31 en de set Esquisses, Op. 63. Qua structuur blijft Alkan in zijn composities trouw aan traditionele muzikale vormen, hoewel hij deze vaak tot het uiterste dreef, net zoals met pianotechniek. De studie Op. 39, nr. 8 (het eerste deel van het Concerto voor solopiano) duurt bijna een half uur in uitvoering. Over dit "gigantische" stuk merkt Ronald Smith op dat het overtuigt om dezelfde redenen als de muziek van de klassieke meesters: "de onderliggende eenheid van de hoofdthema's, en een toonsoortstructuur die in wezen eenvoudig en solide is." Het Chant Op. 38, nr. 2, getiteld Fa, herhaalt de noot uit de titel voortdurend (in totaal 414 keer) tegen wisselende harmonieën, waardoor het "zich een weg ... snijdt door de textuur met de meedogenloze precisie van een laserstraal." Door zijn vijf sets Chants te modelleren naar het eerste boek van Mendelssohns Lieder ohne Worte, zorgde Alkan ervoor dat de stukken in elk van zijn sets precies dezelfde toonsoorten en zelfs stemmingen volgden als de originele. Alkan was streng in zijn enharmonische spelling, waarbij hij soms moduleerde naar toonsoorten met dubbelkruisen of dubbelmollen, waardoor pianisten soms te maken krijgen met ongebruikelijke toonsoorten zoals E# majeur, het enharmonische equivalent van F majeur, en incidentele driedubbel-kruizen.

### Werken

#### Vroege werken

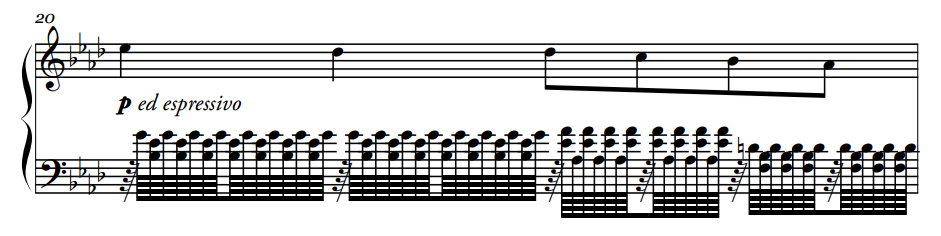
Uit de Etude voor de linkerhand alleen uit 1838.

Volgens Smith laten Alkans vroegste werken zien dat hij in zijn vroege tienerjaren "een formidabele musicus was, maar nog niet... creatief, eerder ijverig". Pas met zijn 12 Caprices (Opp. 12–13 en 15–16, 1837) begonnen zijn composities serieuze aandacht te krijgen. De Op. 15 set, Souvenirs: Trois morceaux dans le genre pathétique, opgedragen aan Liszt, bevat Le vent (De Wind), dat op een gegeven moment het enige stuk van de componist was dat regelmatig in recitals werd uitgevoerd. Deze werken kregen echter geen goedkeuring van Robert Schumann, die schreef: "Men schrikt van zo'n valse, onnatuurlijke kunst... het laatste [stuk, getiteld Morte (Dood), is] een kribbige woestenij, overwoekerd door struikgewas en onkruid... er is niets te vinden behalve zwart op zwart". Ronald Smith daarentegen ziet in dit laatste werk, dat het Dies Irae-thema citeert dat ook door Berlioz, Liszt en anderen werd gebruikt, voortekenen van Maurice Ravel, Modest Moessorgski en Charles Ives. Schumann reageerde echter wel positief op de stukken van Les mois (oorspronkelijk gedeeltelijk gepubliceerd als Op. 8 in 1838, later als volledige set in 1840 gepubliceerd als Op. 74): "[Hier] vinden we zo'n uitstekende grap over operamuziek in nr. 6 [L'Opéra] dat een betere nauwelijks te bedenken is... De componist... begrijpt de zeldzamere effecten van zijn instrument goed." Alkans technische beheersing van het klavier werd bevestigd door de publicatie in 1838 van de Trois grandes études (oorspronkelijk zonder opusnummer, later heruitgegeven als Op. 76), de eerste voor de linkerhand alleen, de tweede voor de rechterhand alleen, de derde voor beide handen; en allemaal uiterst moeilijk, beschreven door Smith als "een hoogtepunt van pianistische transcendentalisme". Dit is misschien wel het vroegste voorbeeld van schrijven voor een enkele hand als "een entiteit op zichzelf, in staat om alle registers van de piano te bestrijken, zichzelf te presenteren als begeleide solist of polyfonist."

#### Vroege rijpheid

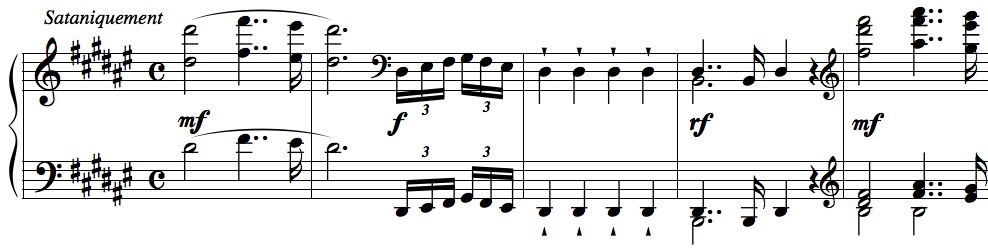
Begin van het tweede deel ("Quasi-Faust") van de Sonate Op. 33, gemarkeerd als "Sataniquement" (satanisch).

Alkans grootschalige Duo (in feite een sonate) Op. 21 voor viool en piano (opgedragen aan Chrétien Urhan) en zijn Pianotrio Op. 30 verschenen in 1841. Behalve deze, publiceerde Alkan slechts een paar kleinere werken tussen 1840 en 1844, waarna een reeks virtuoze werken werd uitgegeven, waarvan vele werden uitgevoerd tijdens zijn succesvolle recitals bij Érard en elders; deze omvatten de Marche funèbre (Op. 26), de Marche triomphale (Op. 27) en Le chemin de fer (ook apart gepubliceerd als Op. 27). In 1847 verscheen de Op. 31 Préludes (in alle grote en kleine toonsoorten, met een extra afsluitend stuk dat terugkeert naar C majeur) en zijn eerste grootschalige, samenhangende pianowerk, de Grande sonate Les quatre âges (Op. 33). De sonate is structureel innovatief op twee manieren; elk deel is langzamer dan zijn voorganger, en het werk anticipeert op de praktijk van progressieve tonaliteit, beginnend in D majeur en eindigend in G# mineur. Opgedragen aan Alkan Morhange, beschrijft de sonate in zijn opeenvolgende delen zijn 'protagonist' op de leeftijden van 20 (optimistisch), 30 ("Quasi-Faust", gepassioneerd en fatalistisch), 40 (gedomesticeerd) en 50 (lijdend: het deel wordt voorafgegaan door een citaat uit Aeschylus' Prometheus Unbound). In 1848 volgde Alkans set van 12 études dans tous les tons majeurs Op. 35, waarvan de substantiële stukken variëren in stemming van het hectische Allegro barbaro (nr. 5) en het intense Chant d'amour-Chant de mort (Lied van Liefde – Lied van Dood) (nr. 10) tot het beschrijvende en pittoreske L'incendie au village voisin (De Brand in het Naburige Dorp) (nr. 7). Een aantal van Alkans composities uit deze periode werden nooit uitgevoerd en zijn verloren gegaan. Onder de verloren werken bevinden zich enkele strijksextetten en een volledige orkestsymfonie in B-klein, die werd beschreven in een artikel uit 1846 door de criticus Léon Kreutzer, aan wie Alkan de partituur had laten zien. Kreutzer merkte op dat het inleidende adagio van de symfonie werd ingeleid "met Hebreeuwse karakters in rode inkt... Dit is niet minder dan het vers uit Genesis: En God zei: Er zij licht; en er was licht." Kreutzer vond dat, vergeleken met Alkans conceptie, Joseph Haydns Schepping slechts "een kaars (lampion)" was. Een ander verloren werk is een eenakteropera, die vaak werd genoemd in de Franse muziekpers van 1846–7 als zijnde binnenkort te produceren bij de Opéra-Comique, wat echter nooit gebeurde. Alkan verwees ook naar dit werk in een brief uit 1847 aan de musicoloog François-Joseph Fétis, waarin hij verklaarde dat het "een paar jaar geleden" was geschreven. Het onderwerp, de titel en de librettist blijven onbekend.

#### Ballingschap

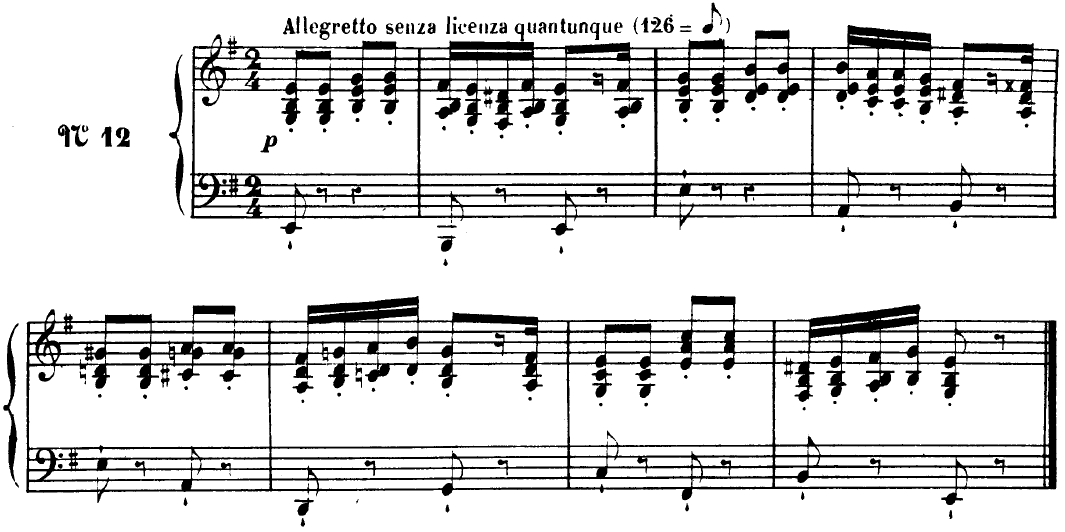
Thema van de variaties op. 39 nr. 12, Le festin d'Ésope.

Tijdens zijn twintig jaar afwezigheid uit het publieke leven tussen 1853 en 1873 produceerde Alkan veel van zijn meest opmerkelijke composities. Er zaten tien jaar tussen de publicatie van de Op. 35 etudes en die van zijn volgende groep pianowerken in 1856 en 1857. Van deze was ongetwijfeld het meest significant de enorme Opus 39-collectie van twaalf etudes in alle mineurtoonsoorten, die de Symfonie voor solopiano (nummers vier, vijf, zes en zeven) en het Concerto voor solopiano (nummers acht, negen en tien) bevat. Het Concerto duurt bijna een uur in uitvoering. Nummer twaalf van Op. 39 is een set variaties, Le festin d'Ésope (Aesopus' Feestmaal). De andere delen van Op. 39 hebben een vergelijkbare statuur. Smith beschrijft Op. 39 als geheel als "een geweldige prestatie, die... de meest complete manifestatie van Alkans veelzijdige stemmingen binnen één werk verzamelt: zijn donkere passie, zijn vitale ritmische drive, zijn prikkelende harmonie, zijn soms buitensporige humor en, bovenal, zijn compromisloze pianotechniek." In hetzelfde jaar verscheen de Sonate de concert, Op. 47, voor cello en piano, "een van de moeilijkste en meest ambitieuze in het romantische repertoire... anticiperend op Mahler in zijn juxtapositie van het sublieme en het triviale". Volgens de musicoloog Brigitte François-Sappey tonen de vier delen van deze sonate opnieuw een anticipatie van progressieve tonaliteit, elk stijgend met een grote terts. Andere anticipaties op Mahler (die werd geboren in 1860) zijn te vinden in de twee "militaire" Op. 50 pianostudies van 1859, Capriccio alla soldatesca en Le tambour bat aux champs (De trom slaat de aftocht), evenals in sommige miniaturen van de Esquisses uit 1861, Op. 63. De bizarre en onclassificeerbare Marcia funebre, sulla morte d'un Pappagallo (Dodenmars op de dood van een papegaai, 1859), voor drie hobo's, fagot en stemmen, beschreven door Kenneth Hamilton als "Monty Pythonesque", is ook van deze periode.

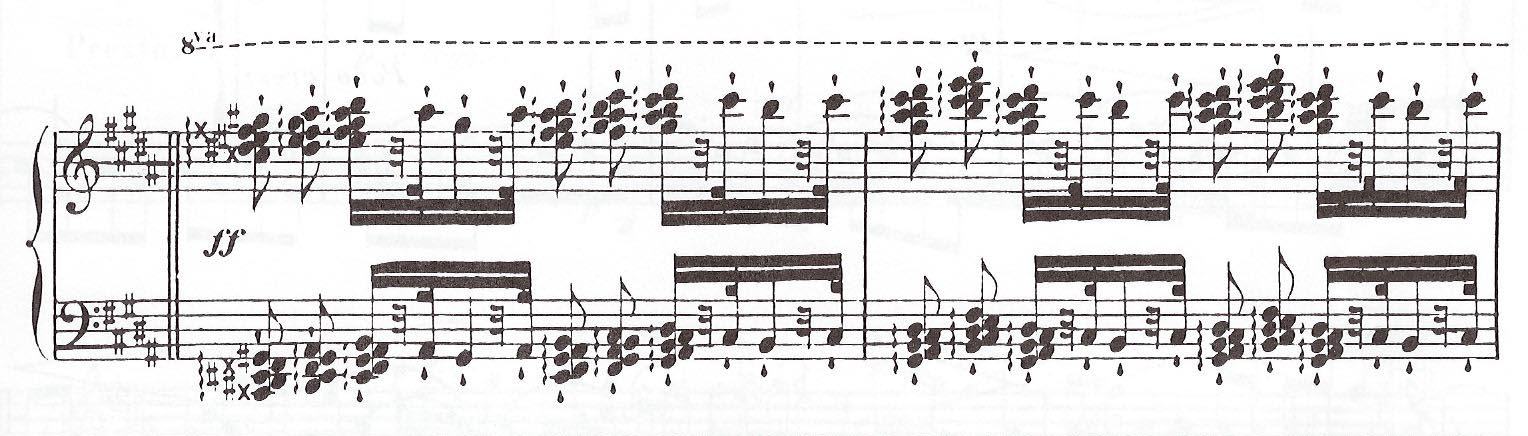
Fragment uit Les diablotins Op. 63 nr. 45 met clusterakkoorden.

De Esquisses uit 1861 zijn een set zeer gevarieerde miniaturen, variërend van de kleine 18-maten tellende nr. 4, Les cloches (De Klokken), tot de krachtige clusterakkoorden van nr. 45, Les diablotins (De Duiveltjes), en eindigend met een verdere evocatie van kerkklokken in nr. 49, Laus Deo (Lof aan God). Net als de eerdere Preludes en de twee sets Etudes bestrijken ze alle majeur- en mineurtoonsoorten (in dit geval elk twee keer, met een extra stuk in C-majeur). Ze werden voorafgegaan door Alkans bedrieglijk getitelde Sonatine, Op. 61, in 'klassiek' formaat, een werk "dat hoewel het minder dan twintig minuten duurt... in elk opzicht een belangrijk werk is." Twee van Alkans substantiële werken uit deze periode zijn muzikale parafrases van literaire werken. Salut, cendre du pauvre, Op. 45 (1856), volgt een gedeelte van het gedicht La Mélancolie van Gabriel-Marie Legouvé; terwijl Super flumina Babylonis, Op. 52 (1859), een gedetailleerde muzikale recreatie is van de emoties en profetieën uit Psalm 137 ("Aan de rivieren van Babylon..."). Dit stuk wordt voorafgegaan door een Franse versie van de psalm, waarvan wordt aangenomen dat het het enige overblijfsel is van Alkans Bijbelvertaling. Alkans lyrische kant werd in deze periode getoond door de vijf sets Chants geïnspireerd door Mendelssohn (Opp. 38, 65, 67 en 70), die verschenen tussen 1857 en 1872, evenals door een aantal kleinere stukken, zoals drie Nocturnes, Opp. 57 en 60bis (1859). Alkans publicaties voor orgel of pédalier begonnen met zijn Benedictus, Op. 54 (1859). In datzelfde jaar publiceerde hij een set zeer sobere en eenvoudige preludes in de acht Gregoriaanse modussen (1859, zonder opusnummer), die volgens Smith "buiten de grenzen van tijd en ruimte lijken te staan", en die volgens hem "Alkans essentiële spirituele bescheidenheid" onthullen. Deze werden gevolgd door stukken zoals de 13 Prières (Gebeden), Op. 64 (1865), en het Impromptu sur le Choral de Luther "Un fort rempart est notre Dieu" , Op. 69 (1866). Alkan gaf ook een boek uit met 12 studies voor het pedaal alleen (zonder opusnummer, 1866) en het Bombardo-carillon voor pedaalduet (vier voeten) uit 1872. Alkans terugkeer naar het concertpodium tijdens zijn Petits Concerts markeerde echter het einde van zijn publicaties; zijn laatste gepubliceerde werk was de Toccatina, Op. 75, in 1872.

## Familie

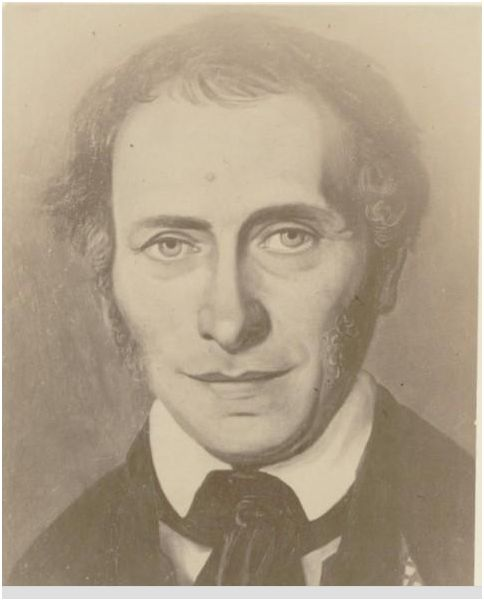
Alkans vader, Alkan Morhange

Alkan werd geboren als Charles-Valentin Morhange op 30 november 1813 aan de Rue de Braque 1 in Parijs, als zoon van Alkan Morhange (1780–1855) en Julie Morhange, née Abraham. Alkan Morhange stamde af van een lang gevestigde Joodse Ashkenazische gemeenschap in de regio van Metz; het dorp Morhange ligt op ongeveer Sjabloon:Convert van de stad Metz. Charles-Valentin was de tweede van zes kinderen – één oudere zus en vier jongere broers; zijn geboorteakte geeft aan dat hij werd vernoemd naar een buurman die bij de geboorte aanwezig was. Alkan Morhange voorzag in het onderhoud van het gezin als muzikant en later als eigenaar van een privéschool voor muziek in le Marais, in de Joodse wijk van Parijs. Op jonge leeftijd namen Charles-Valentin en zijn broers en zussen de voornaam van hun vader aan als achternaam (en werden zo bekend tijdens hun studie aan het Conservatoire de Paris en latere carrières). Zijn broer Napoléon (1826–1906) werd hoogleraar solfège aan het Conservatoire, zijn broer Maxim (1818–1897) had een carrière in het schrijven van lichte muziek voor Parijse theaters, en zijn zus, Céleste (1812–1897), was zangeres. Zijn broer Ernest (1816–1876) was beroepsfluitist, terwijl de jongste broer Gustave (1827–1882) verschillende dansen voor piano zou publiceren.

## Wonderkind (1819–1831)

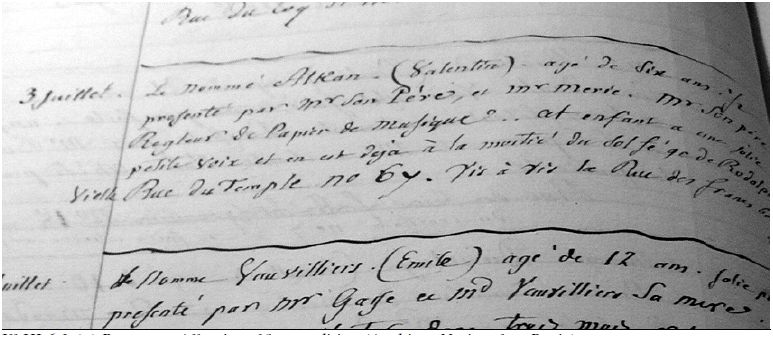
Verslag van Alkans solfège-auditie in 1819 aan het Conservatoire de Paris. (Archives Nationales, Parijs).

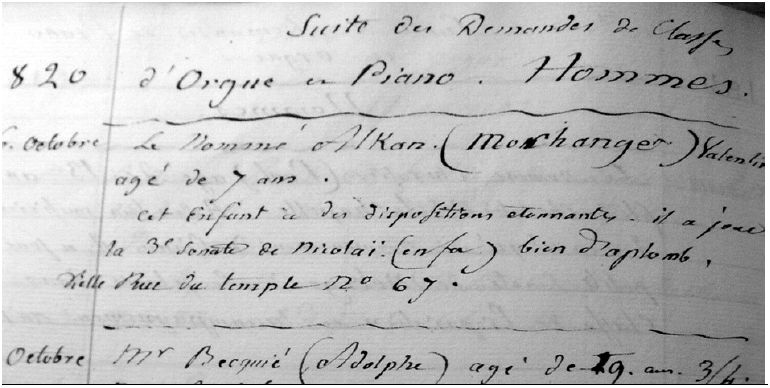
Verslag van Alkans auditie voor toetsinstrumenten in 1820 aan het Conservatoire de Paris. (Archives Nationales, Parijs).

Alkan was een wonderkind. Hij begon op uitzonderlijk jonge leeftijd aan het Conservatoire de Paris en studeerde zowel piano als orgel. De verslagen van zijn audities zijn bewaard gebleven in de Archives Nationales in Parijs. Bij zijn solfège-auditie op 3 juli 1819, toen hij iets ouder was dan 5 jaar en 7 maanden, merkten de examinatoren op dat Alkan (die zelfs op deze jonge leeftijd al werd aangeduid als "Alkan (Valentin)", en van wie de leeftijd onjuist is opgegeven als zes-en-een-half) "een mooi klein stemmetje" had. Het beroep van Alkan Morhange wordt vermeld als "muziekpapier-lijner". Bij Charles-Valentins piano-auditie op 6 oktober 1820, toen hij bijna zeven was (voorgesteld als "Alkan (Morhange) Valentin"), merkten de examinatoren op: "Dit kind heeft verbluffende talenten." Alkan werd een favoriet van zijn leraar aan het Conservatoire, Joseph Zimmerman, die ook lesgaf aan Georges Bizet, César Franck, Charles Gounod en Ambroise Thomas. Op zevenjarige leeftijd won Alkan een eerste prijs voor solfège en later prijzen voor piano (1824), harmonie (1827, als leerling van Victor Dourlen) en orgel (1834). Op zeven-en-een-halfjarige leeftijd gaf hij zijn eerste publieke optreden als violist, waarbij hij een air en variaties van Pierre Rode speelde. Alkans Opus 1, een set variaties voor piano gebaseerd op een thema van Daniel Steibelt, dateert uit 1828, toen hij 14 jaar oud was. Rond deze tijd nam hij ook lesgevende taken op zich aan de muziekschool van zijn vader. Antoine Marmontel, een van Charles-Valentins leerlingen daar, die later zijn bête noire zou worden, schreef over de school:
Jonge kinderen, meestal Joods, kregen elementair muziekonderwijs en leerden ook de eerste beginselen van de Franse grammatica... [Daar] kreeg ik enkele lessen van de jonge Alkan, vier jaar ouder dan ik... Ik zie opnieuw... die echt parochiale omgeving waar het talent van Valentin Alkan werd gevormd en waar zijn ijverige jeugd bloeide... Het was als een voorbereidende school, een jeugdige bijlage van het Conservatoire.
Vanaf ongeveer 1826 begon Alkan op te treden en naam te maken als pianovirtuoos in vooraanstaande Parijse salons, waaronder die van de Prinses de la Moskova (weduwe van maarschalk Ney) en de Hertogin van Montebello. Hij werd waarschijnlijk geïntroduceerd in deze kringen door zijn leraar Zimmerman. Tegelijkertijd organiseerde Alkan Morhange concerten met Charles-Valentin in openbare zalen in Parijs, in samenwerking met vooraanstaande musici, waaronder de sopraans Giuditta Pasta en Henriette Sontag, de cellist Auguste Franchomme en de violist Lambert Massart, met wie Alkan in 1827 een zeldzaam concert buiten Frankrijk gaf in Brussel. In 1829, op 15-jarige leeftijd, werd Alkan benoemd tot mededocent solfège – onder zijn leerlingen in deze klas was enkele jaren later zijn broer Napoléon. Zo werd Alkans muzikale carrière gelanceerd, ruim vóór de Julirevolutie van 1830, die een periode inluidde waarin "klavier-virtuositeit... de professionele muziekuitvoering in de hoofdstad volledig domineerde", en pianisten van over heel Europa aantrok, die, zoals Heinrich Heine schreef, "als een sprinkhanenplaag binnenvielen om Parijs kaal te plukken". Alkan zette desondanks zijn studie voort en schreef zich in 1831 in voor de orgellessen van François Benoist, van wie hij mogelijk heeft geleerd de muziek van Johann Sebastian Bach te waarderen, waarvan Benoist destijds een van de weinige Franse voorstanders was.

## Vroege roem (1831–1837)

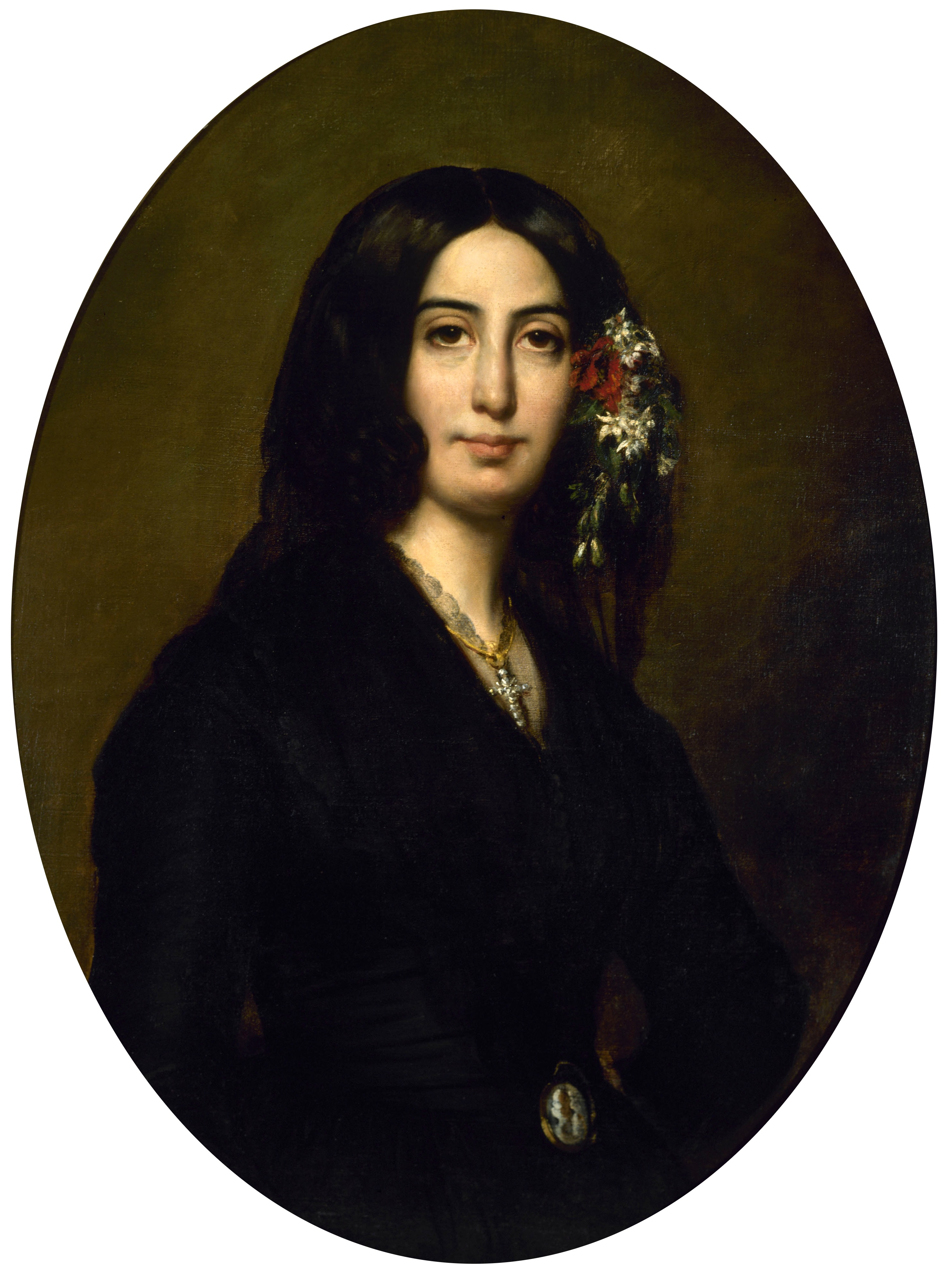
George Sand

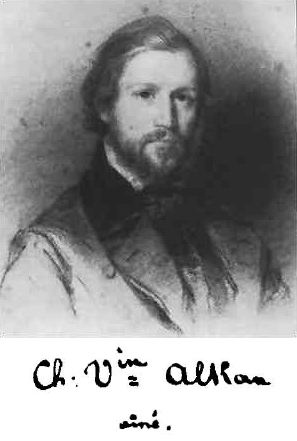
Charles-Valentin Alkan, c. 1835. Portret door Édouard Dubufe.

Gedurende de vroege jaren van de Julimonarchie bleef Alkan lesgeven en optreden in publieke concerten en in vooraanstaande sociale kringen. Hij raakte bevriend met veel invloedrijke figuren uit de kunstwereld in Parijs, waaronder Franz Liszt (die daar sinds 1827 gevestigd was), George Sand en Victor Hugo. Het is niet precies duidelijk wanneer hij voor het eerst Frédéric Chopin ontmoette, die in september 1831 in Parijs aankwam. In 1832 speelde Alkan de solopartij in zijn eerste Concerto da camera voor piano en strijkers aan het Conservatoire. In datzelfde jaar, op 19-jarige leeftijd, werd hij verkozen tot lid van de invloedrijke Société Académique des Enfants d'Apollon (Genootschap van de Kinderen van Apollo), waarvan leden zoals Luigi Cherubini, Fromental Halévy, de dirigent François Habeneck en Liszt, die in 1824 op twaalfjarige leeftijd werd verkozen. Alkan deed tweemaal mee aan de Prix de Rome, in 1832 en opnieuw in 1834, maar slaagde er niet in te winnen; de cantates die hij voor de wedstrijd schreef, Hermann et Ketty en L'Entrée en loge, zijn nooit gepubliceerd of uitgevoerd.

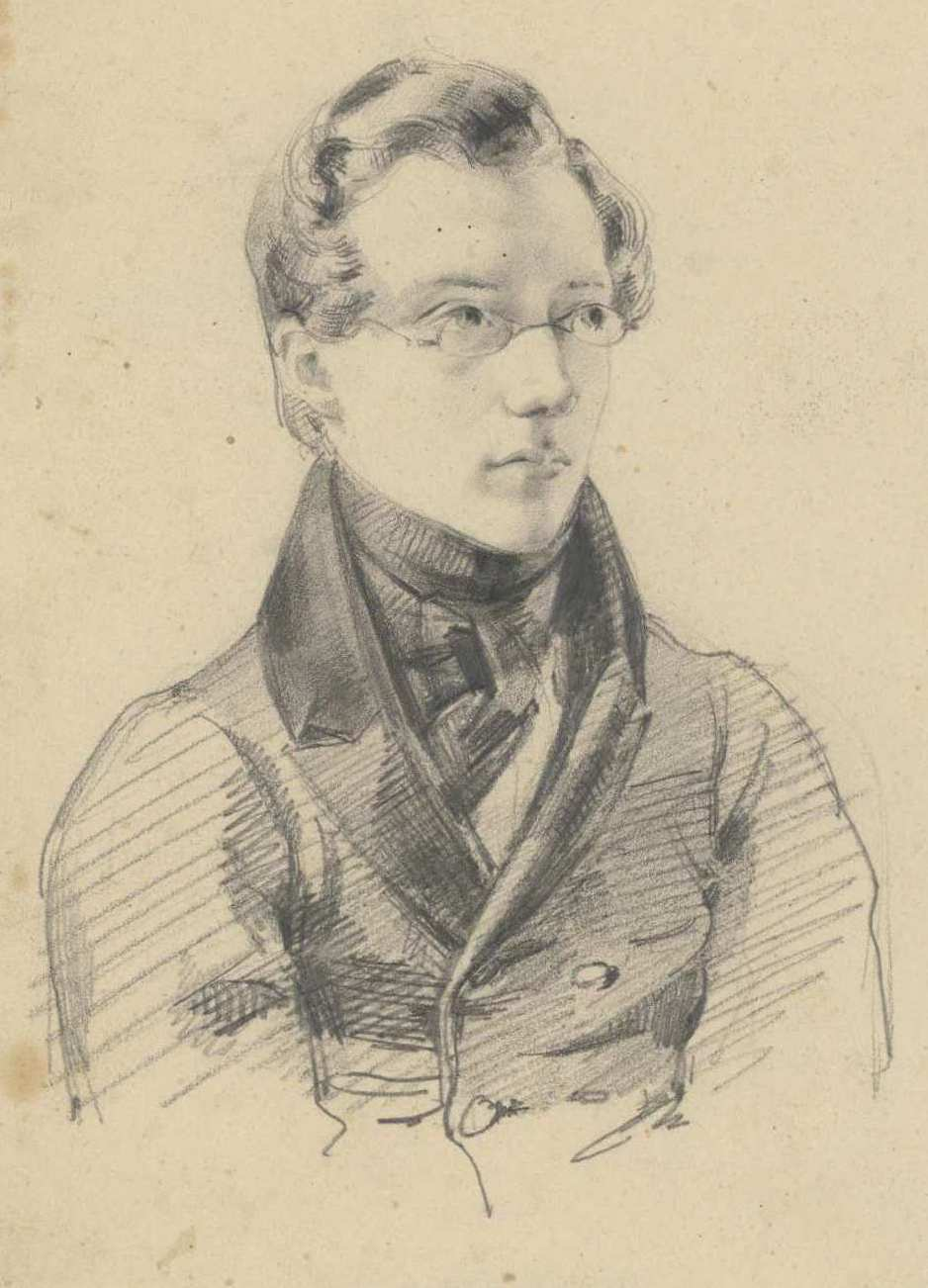
Santiago Masarnau

In 1834 begon Alkan zijn vriendschap met de Spaanse musicus Santiago Masarnau, wat resulteerde in een langdurige en vaak intieme correspondentie. Zoals vrijwel al Alkans correspondentie, is deze uitwisseling nu eenzijdig; al zijn papieren (inclusief zijn manuscripten en zijn uitgebreide bibliotheek) werden ofwel door Alkan zelf vernietigd, zoals blijkt uit zijn testament, of raakten verloren na zijn dood. Later in 1834 maakte Alkan een reis naar Engeland, waar hij recitals gaf en waar het tweede Concerto da camera werd uitgevoerd in Bath door de dedicatee Henry Ibbot Field; het werd gepubliceerd in Londen, samen met enkele solopianostukken. Een brief aan Masarnau en een bericht in een Frans tijdschrift dat Alkan speelde in Londen met Moscheles en Cramer, geven aan dat hij in 1835 terugkeerde naar Engeland. Later dat jaar, toen Alkan een toevluchtsoord vond in Piscop buiten Parijs, voltooide hij zijn eerste echt originele werken voor solopiano, de Twaalf Caprices, gepubliceerd in 1837 als Op. 12, 13, 15 en 16. Op. 16, de Trois scherzi de bravoure, is opgedragen aan Masarnau. In januari 1836 beval Liszt Alkan aan voor de functie van professor aan het Conservatorium van Genève, een aanbod dat Alkan afsloeg, en in 1837 schreef hij een enthousiaste recensie over Alkans Op. 15 Caprices in de Revue et gazette musicale.

## Trivia
- Alkan speelt een rol in de roman Au pair van Willem Frederik Hermans uit 1989. Een van de personages in deze roman, Michel de Lune, is een pianist, die zich zonder veel succes toelegt op het spelen van Alkans werk. Omdat het werk zo moeilijk is, slaagt Michel er zelfs na jarenlang oefenen niet in deze muziek foutloos te spelen.